# Gamzat-bek
Pour les articles homonymes, voir Bek.
Gamzat-bek (en russe: Гамзат-бек), né en 1789, mort le 1er octobre 1834, est le second imam du Daghestan de 1832 à 1834.
Fils d'un bey (chef de clan) Avar, il devient disciple du soufisme puis imam du Daghestan à la mort de Mohammed Ghazi en 1832.
En août 1834, il attaque les Khans avars ralliés aux Russes. Il réussit en prenant Khunzakh, la capitale du khanat de Pakkou-Bekkhe. Il exécute sa dirigeante Pakhubike et ses fils.
Les 19 mois suivants, il combat les Russes. Les partisans des khans avars conspirent contre lui et il est assassiné le 1er octobre 1834 par Hadji Murad, qui veut venger la mort de Pakhubike et de ses enfants. Cet évènement est rapporté par Tolstoï dans la nouvelle Hadji Murad, écrite en 1904.
Chamil lui succède et devient le troisième imam du Daghestan.